# Franz Xaver Schöpfer (Apotheker)
Franz Xaver Schöpfer (getauft 3. Dezember 1778 in Innsbruck; † 11. Oktober 1855 ebenda) war ein österreichischer Pharmazeut, Mediziner und Naturforscher.
Der Sohn des Innsbrucker Hofapothekers Mathäus Michael Schöpfer promovierte 1801 an der Universität Innsbruck zum Doktor der Medizin. Franz Xaver Schöpfer bildete sich an der Universität Wien bei Joseph Franz von Jacquin und Peter Jordan in Chemie, Botanik und Naturgeschichte weiter. Ab 1806 lehrte Schöpfer als außerordentlicher Professor Chemie, Pharmazeutik und Naturgeschichte an der Universität Innsbruck. 1822 erlangte Schöpfer den Magister der Pharmazie an der Universität Padua. Nach dem Tod seines Vaters übernahm er die Hofapotheke Innsbruck. Von 1828 bis 1839 war Schöpfer zudem Vizerektor des Innsbrucker Gymnasiums und von 1838 bis 1848 Magistratsrat.
Unter der Leitung von Franx Xaver Schöpfer und Johann Nepomuk Laicharding wurde 1793 der Botanische Garten Innsbruck gegründet. 1805 veröffentlichte Schöpfer mit der Flora Oenipontana eine botanische Beschreibung von Innsbruck und seinem Umland.